# Мігель Лопес де Легаспі
Мігель Лопес де Легаспі (ісп. Miguel López de Legazpi; 1502, Сумаррага — 20 серпня 1572, Маніла) — іспанський конкістадор з титулом аделантадо, роль якого в історії Філіппін порівнянна з роллю Кортеса в історії Мексики і з роллю Пісарро в історії Перу.

## Біографія
У 1528 році, зневірившись зробити кар'єру на батьківщині, Лопес де Легаспі пішов за Кортесом до Мексики, де досяг посади губернатора Мехіко. Вже в похилому віці був направлений віцекоролем Луїсом де Веласко на пошуки островів Прянощів, відкритих ще Магелланом. 21 листопада 1564 року відплив на 5 кораблях з гавані в Халіско на підкорення західних земель. Шлях їм повинен був вказати досвідчений Андрес де Урданета.
На початку 1565 року іспанці розорили Маріанські острови, пропливли острови Барбудас та Ладронес і 13 лютого 1565 побачили Філіппіни, спокійно висадилися на острові Себу і вступили в контакт з його жителями 27 квітня. На відміну від Магеллана, який був атакований і вбитий тубільцями, Лопесу де Легаспі вдалося укласти з місцевим вождем Тупасом дружню угоду — варто було тільки переконати його в тому, що його люди не португальці. Цю подію на Філіппінах вважають точкою відліку національної історії, у його пам'ять встановлено свято Сандуго. Що примітно, Легаспі виявив на острові ікону Святого Немовляти Ісуса, залишену Магелланом, і яку шанували місцеві жителі. Пізніше ця ікона зберігалася як цінна реліквія в монастирі Себу. Частина супутників Легаспі — отець Урданета, отець Агірре, а також син Легаспі — повернулися 30 жовтня 1565 в Акапулько.
У 1567 році, отримавши підкріплення з Нової Іспанії, конкістадор розпочав зводити фортецю св. Петра, покликану служити захистом заснованого ним міста Себу (Легаспі змінив первинну назву міста Сан-Мігель на Ель-Сантиссима-де-Хесус). Користуючись цим плацдармом, Лопес де Легаспі направляв кораблі на дослідження північної частини Філіппін. Попри сутички з китайськими піратами, заходився хрестити тубільців на півночі Лусона та заснував там 24 червня 1571 року нову столицю — Манілу, як метрополію для колонії.
Іменем Лопеса де Легаспі назване місто на острові Лусон. Його листи до Філіпа II зберігаються в Севільї.
Його онук Хуан де Сальседо теж став відомим конкістадором.